# Danse classique de l'Inde
Le terme danses classiques de l'Inde désigne plusieurs danses indiennes considérées comme classiques. Le nombre de danses correspondantes peut varier selon les définitions. La classification la plus utilisée est celle de la Sangeet Natak Akademi (en) (Académie nationale de la musique, du théâtre et de la danse en Inde), qui compte huit danses classiques indiennes :
- le Bharata natyam ;
- le Kathak ;
- le Kathakali ;
- l'Odissi ;
- le Mohiniattam ;
- le Kuchipudi ;
- le Manipuri ;
- le Sattriya.

Le ministère de la culture indien prend également en compte la danse Chhau comme une danse classique indienne.
La caractérisation d'une danse comme danse classique peut venir du fait que les principes de cette danse sont décrits par le traité Nâtya-shâstra, du fait qu'il s'agit d'une danse rigoureusement codifiée dont l'apprentissage est long et prenant, ou du fait que cette danse est une représentation d'un style régional et donc l'incarnation de la culture d'une région indienne. La volonté de classer certaines danses comme classiques a été documentée comme motivée par une logique nationaliste, surtout dans les années qui suivirent l'indépendance, le terme classique permettant de relier les éléments contemporain de culture indienne avec une tradition millénaire et spirituelle.

## Historique

### Tradition historique et religieuse

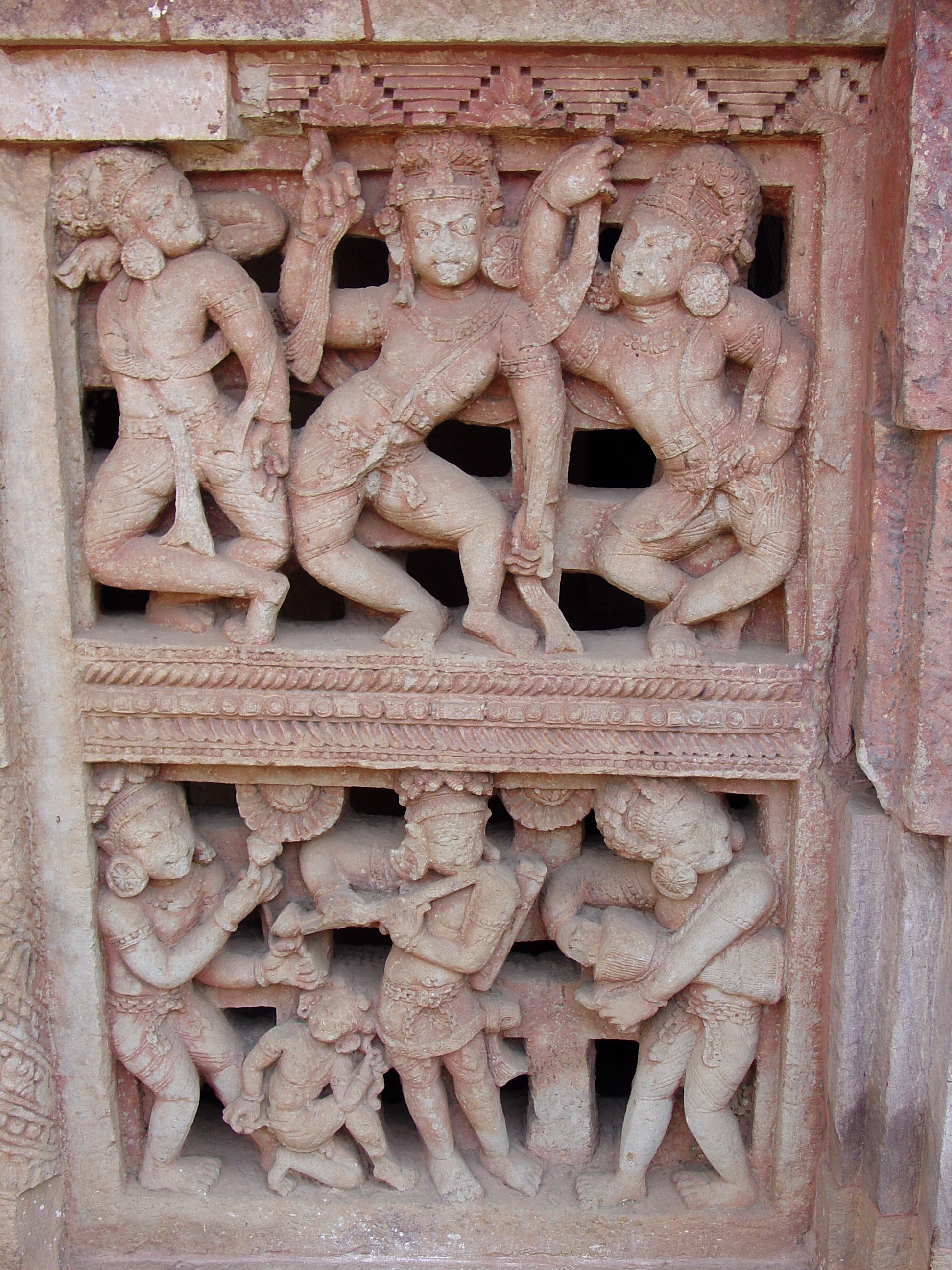
Scultupre de danseurs et musiciens, fenêtre occidentale du jagamohan (salle de prières), temple de Parashurameshvara, Bhubaneshwar (Orissa, Inde).

Depuis l'origine, la danse indienne est essentiellement un acte religieux, propitiatoire. Selon la tradition, la danse a été inventée par le dieu Shiva et son épouse Parvati. Shiva est lui-même représenté comme le roi dansant (Nataraja) qui a inventé le tandavam, une danse cosmique prototype des danses masculines. Parvati a inventé le lasya, une danse qui symbolise les émotions de l'amour, modèle des danses féminines.

### Revivalet classicisation au cours du20esiècle
L'Inde a réalisé au cours du 20e siècle un "renouveau culturel", notamment dans les années menant à l'indépendance, et les années suivant son l'indépendance. La catégorisation, standardisation et revalorisation de certaines danses dites classiques, notamment en recherchant et établissant volontairement un lien avec des textes anciens comme le Natyashastra, a permis dès les années 1930 puis après la décolonisation représenter une culture indienne élitiste, intellectuelle et institutionnalisée. 

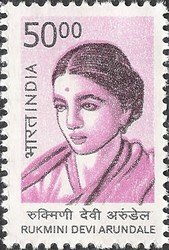
Rukmini Devi Arundale, actrice majeure du renouveau du bharatanatyam au

Pour certains chercheurs,,,, il s’agit d’une véritable « invention de la tradition » pendant la décolonisation, avec un discours officiel insistant sur la qualité ancestrale, pure et historique des danses indiennes dites classiques. Certaines danses dites "classiques", comme le Kathak, ne sont pas issue du Natyashastra et n'ont pas nécessairement d'histoire comme danse religieuse ; ce lien aurait été re-créé au 20e siècle pour donner une identité respectable à la danse, et l'ériger en élément de fierté nationale culturelle et intellectuelle. Ces éléments parfois inventés sur l'origine des danses classiques comme danses de temples, inchangées depuis des siècles, et s'inscrivant dans un lignage spirituel, sont parfois des croyances très profondément ancrés chez les danseurs, et sont notamment promus par les communications culturelles ou touristiques du gouvernement indien.

### Évolution et caractère authentique des danses classiques
La tradition très ancienne de la danse classique indienne fait qu'elle est souvent perçue comme une danse immuable, qui n'aurait pas été modifiée depuis plusieurs millénaires. L'authenticité de la danse classique indienne est souvent présentée comme une marque de qualité. Pourtant, les styles de danses classiques indiennes ont évolués au cours de l'histoire. Ainsi, par exemple, sous le régime colonial britannique, certaines formes de danse classique indienne ont pu modifier leurs modalités d'exécution. Les danseurs de bharatanatyam ont fait évolué la mise en scène de la danse, passant d'une danse de temple à une danse de représentation. Cependant, bien qu'ayant été modifiée car sortie du temple, la danse était toujours présentée comme une danse religieuse et authentique, s'inscrivant dans une tradition millénaire.

### Mondialisation

#### Perception de la danse classique indienne en France.
La représentation de danse du monde en France commença après 1920, devant l'intérêt du public pour les cultures extra-occidentales à travers les expositions culturelles et coloniales, souvent avec un prisme orientaliste. Jusqu'en 1950, les danses extra-occidentales étaient réunies sous l'appellation générique "danses exotiques". Les mêmes danseuses pouvait être décrite lors de différents spectacles comme hindoues, orientales, ou javanaises, et l'appellation "danse du ventre" utilisée de manière abusive pour désigner différents type de danses.
L'appréciation des danses indiennes était rendue difficile par l'absence de repères esthétiques claires pour les spectateurs français. Les danses vues étaient parfois comparées à des danses européennes. Dès la fin des années 1920, certains danseurs introduisirent eux-mêmes leurs danses, afin d'aider les spectateurs à apprécier la portée esthétique et symbolique.
La recherche d'authenticité était également un critère central d'évaluation de la qualité de la danse.

## Textes fondateurs

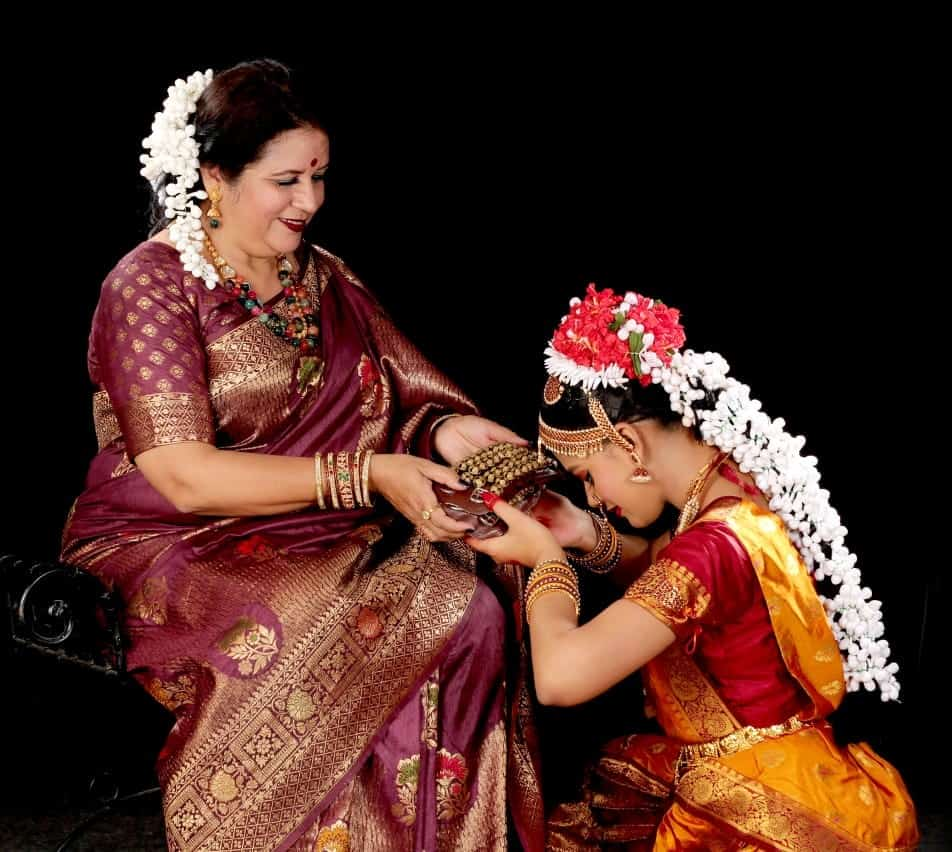
Cérémonie d'Arangetram en Bharatanatyam, une étudiante démontre son respect à sa professeure (Guru)

Les danses classiques indiennes se basent sur plusieurs livres anciens. Le Natya-Shastra est le plus important d'entre eux, écrit il y a environ 2 000 ans. D'autres traités ont décrits les danses classiques indiennes, comme l'Abhinaya Darpana (antérieur au VIe siècle), ou le Dasarûpaka de Dhananjaya (qui étudie le Natya Shastra), au Xe siècle. À partir du XVIe siècle, d'autres traités régionaux écrits en langues vernaculaires étudient la variété des pratiques et des styles locaux (notamment en Andhra, Odisha, Maharashtra, Tamil Nadu).
Malgré l'existence de traités, la transmission orale est part intégrante de l'apprentissage en danse classique indienne, avec une relation très forte entre un maître (appelé guru, nattuvanâr, ou ustad) et un élève.

## Concepts centraux

### Mârga et Desî
Le traîté Dararûpaka établit une distinction entre mârga, qui désigne les formes de danses décrites dans le natyashatra, et correspondraient donc à la danse classique, et les danses desî, les différents styles régionaux.

### Nritta, Nritya et Natya

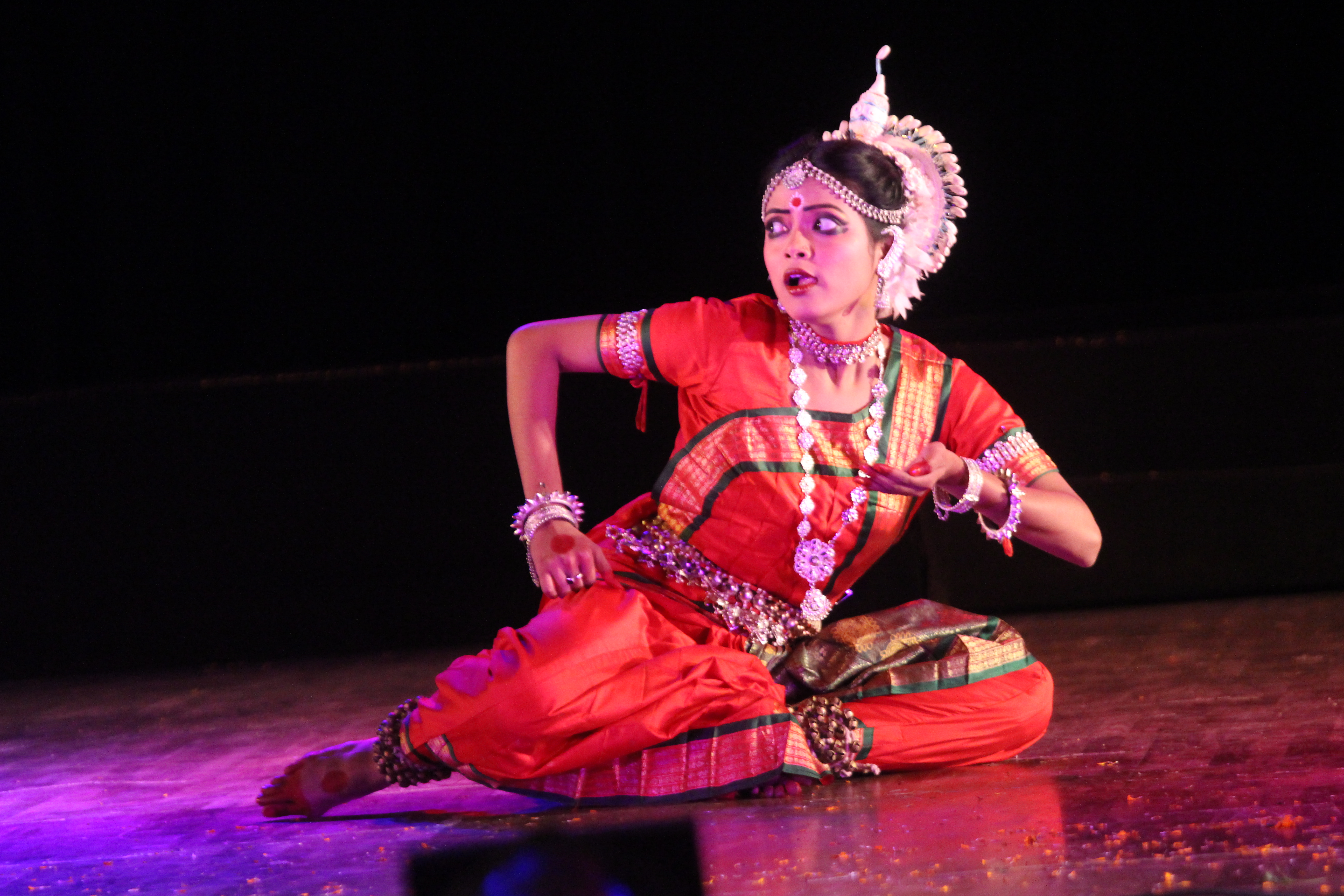
Une danseuse d'Odissi jouant une scène de vol de beurre

Nritta, nritya, et natya sont trois concepts de danse indienne.
Nritta désigne la danse "pure", c'est-à-dire la danse comme expression corporelle, composition de mouvements et postures du corps, avec un but uniquement esthétique. Nritya désigne l'expression des sentiments à travers la danse, avec l'utilisation du mime, de la position des mains, et des expressions faciales. Natya désigne la part théâtrale de la danse.

### Abhinaya

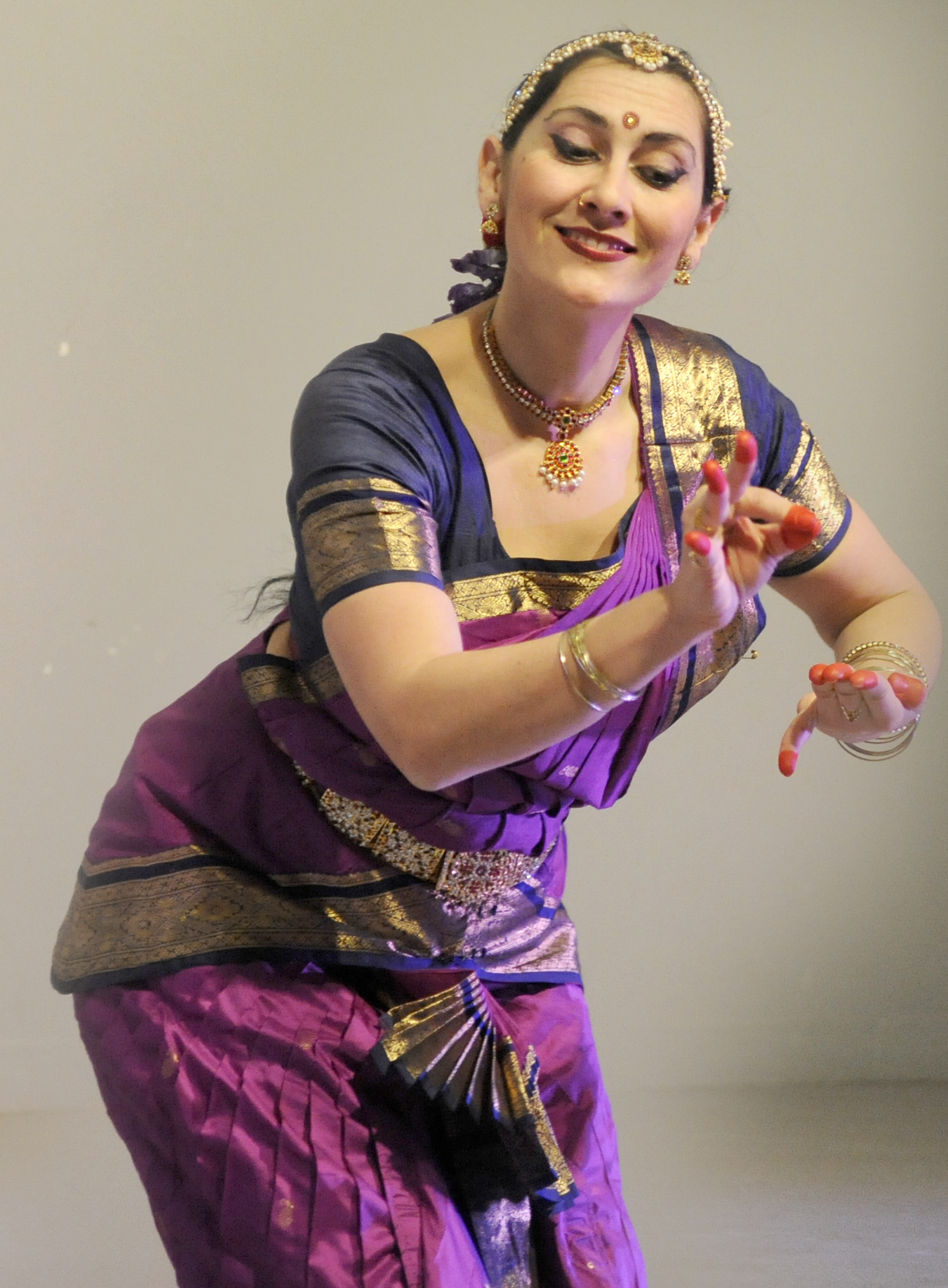
Une danseuse de Bharatanatyam incarne Krishna jouant ; Aharya abhinaya et sattvika abhinaya

Abhinaya décrit la part narrative et la transmission des sentiments à travers la danse, ainsi que les expressions faciales et gestuelles permettant cette transmission. C'est un concept majeur des danses indiennes classiques.
Elle peut être divisée en 4 parties :
- angika abhinaya : transmission par l'expression corporel ;
- vachika abhinaya : transmission par la parole, discours et chansons ;
- aharya abhinaya : transmission par les décors, les costumes, les bijoux, le maquillage et la mise en scène ;
- sattvika abhinaya : transmission des émotions par l'expression du visage.

### Rasa
Rasa désigne le plaisir esthétique ressentit par le spectateur. Son appréciation nécessite cependant d'être initié à l'art de la danse, pour comprendre les différents moments et symboles de la danse, mais également d'être dans un état d'esprit apte à recevoir ce plaisir esthétique.

### Mudra

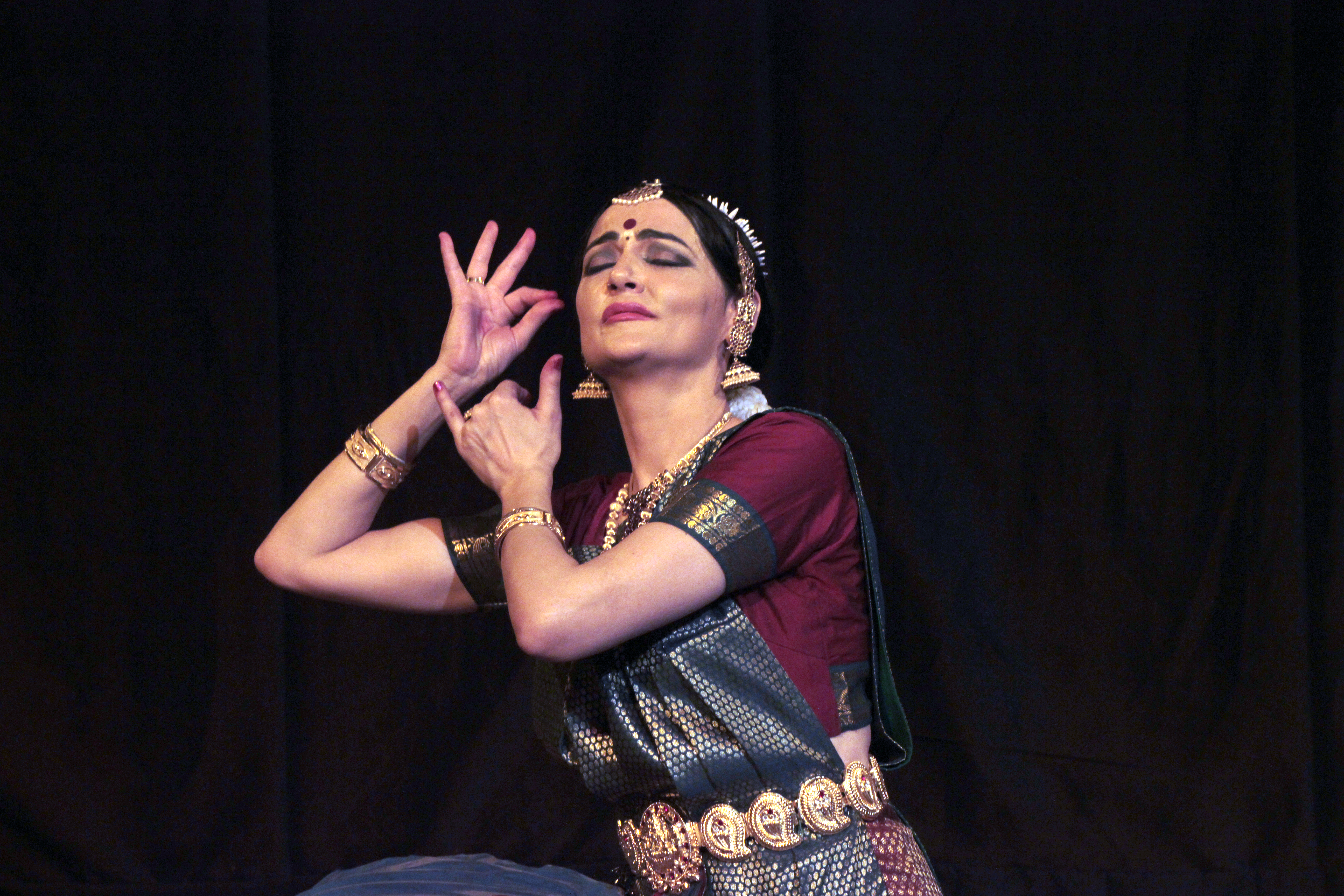
Une danseuse de Bharatanatyam utilise les mudra hamsasyam et mrigashirsham

Les Mudra sont des positions des mains codifiées, ayant à la fois un aspect artistique mais également le rôle de transmettre un sens symbolique à la danse, car permettant d'introduire des éléments narratifs dans la danse, un peu à la manière du mime. Ils ont également un sens religieux.

### Tala
Le tala, ou cycle, est l'unité temporelle de référence en musique indienne. L'utilisation de cycle tala est une caractéristique de la danse classique indienne.

## Les différents styles de danse indienne classique
Il y a huit styles de danses définis comme "classiques" par la Sangeet Natak Akademi (en) (académie indienne nationale de danse et de musique), bien que la nomenclature puisse être contestée. Lors de la création de l'académie, en 1958, quatre styles de danses étaient considérés comme classiques : le Bharatanatyam, le Kathak, le Manipuri et le Kathakali. Entre les années 1950 et 1960, le Kuchipudi, l’Odissi et le Mohini Attam furent ajoutés à la classification. En 2000, la danse Sattryia, a été déclarée classique. D'autres danses non considérée comme classique par l'académie tentent d'obtenir cette reconnaissance. 
Les critères de décision permettant de définir une danse classique ne sont pas formalisés explicitement par l'académie, mais toutes les danses considérées classique sont également considérées comme représentative d'un style régional et donc de la culture d'une région indienne.

### Bharatanatyam

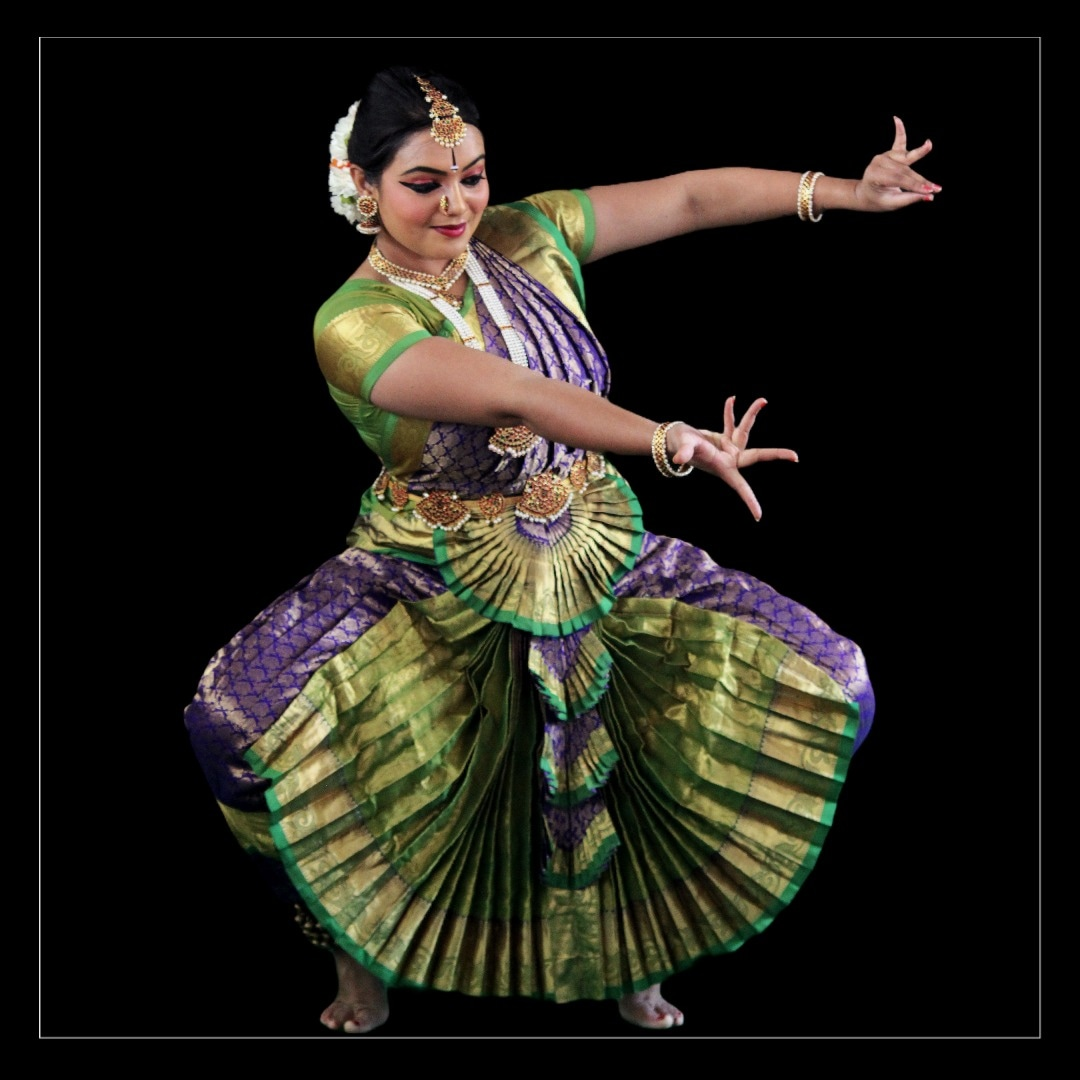
Danseuse de bharatanatyam en position araimandi avec deux hastas, padmam et katakamukham. Ses pieds sont en demi-pointe, ce qui permettra de réaliser une frappe de talons

Le Bharatanatyam est une danse originaire du Tamil Nadu, dans le sud de l'Inde. C'est une danse technique avec des positions du corps très codifiées et géométriques, mais qui utilise aussi beaucoup abhinaya et les mudras pour transmettre des récits et des sentiments.
Dans la position de base, airamandi, le danseur est semi-assis, les jambes pliées pour former un losange, genoux et pieds vers l'extérieur. La danse repose aussi sur des fortes frappes de pieds et des poses. Les mouvements sont très droits, géométriques, et le buse est très droit, ce qui distingue le bharatanatyam des autres danses de l'Inde du sud dont il est proche stylistiquement comme le kuchipudi, l'odissi et le mohiniattam. Toutes les positions et mouvements du bharatanatyam sont rigoureusement codifiés, bien que la codification puisse varier en fonction des différentes écoles et styles associés. Les pas de bases sont répertoriés en adavu, qui sont également les premiers mouvements appris par les étudiants. Les cuisses sont très sollicitées lors de la danse, par la position airamandi, les différentes poses comme nataraja ou les saut réalisés par la danseuse ou le danseur.
Une représentation de bharatanatyam est composée de plusieurs phases, alternant prière introductive (pushpanjali), moments de danse pure et moment de récits ou la danseuse incarne une nayika, une héroïne romantique. La danse est accompagnée de musique carnatique.

### Kathakali

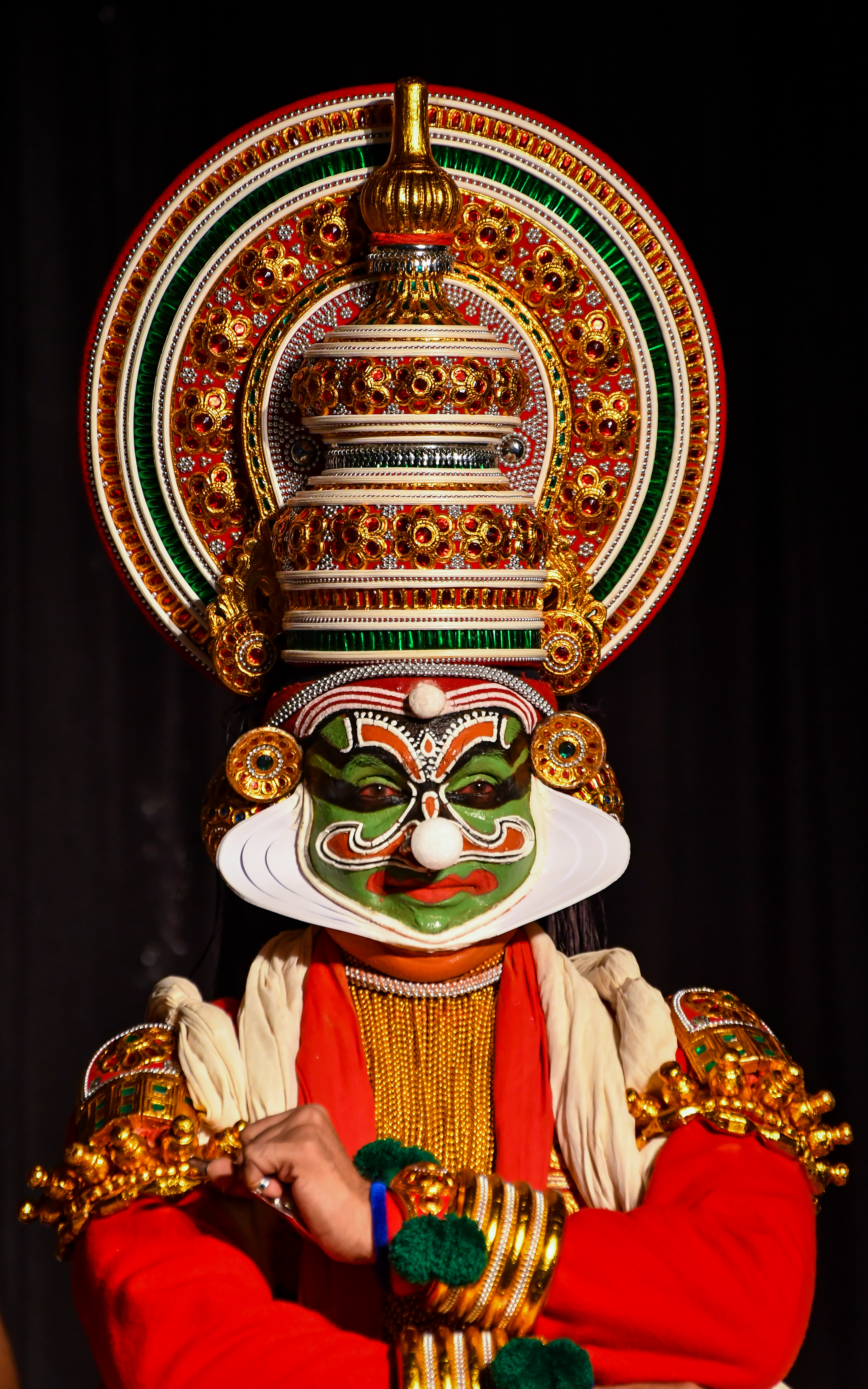
Un danseur de Kathakali

Le kathakali est une forme de danse théâtrale originaire du Kerala, dans le sud de l'Inde. Ce style est plus théâtral que les autres danses classiques, n'est joué que par des hommes, et est toujours dévotionnel. Les histoires représentées sont généralement tirées des épopées hindoues, le Mahâbhârata et le Rāmāyana, et de la vie de Krishna. Les spectacles commencent le soir, durent toute la nuit et se terminent à l'aube. Une troupe est composée habituellement de douze acteurs, quatre chanteurs et quatre percussionnistes.
Les maquillages du kathakali sont très complexes et caractéristiques. Le visage est entièrement recouvert d'une première couleur, qui peut symboliser un personnage noble masculin (vert), un personnage malfaisant (noir), ou une femme ou un ascète (jaune ou orange), et présente de nombreux détails symboliques.
Les jeunes garçons commencent leur apprentissage très jeune, qui comprend des arts martiaux, l'apprentissage des expressions du visage et des mudras, et l'apprentissage de la danse.

### Kathak

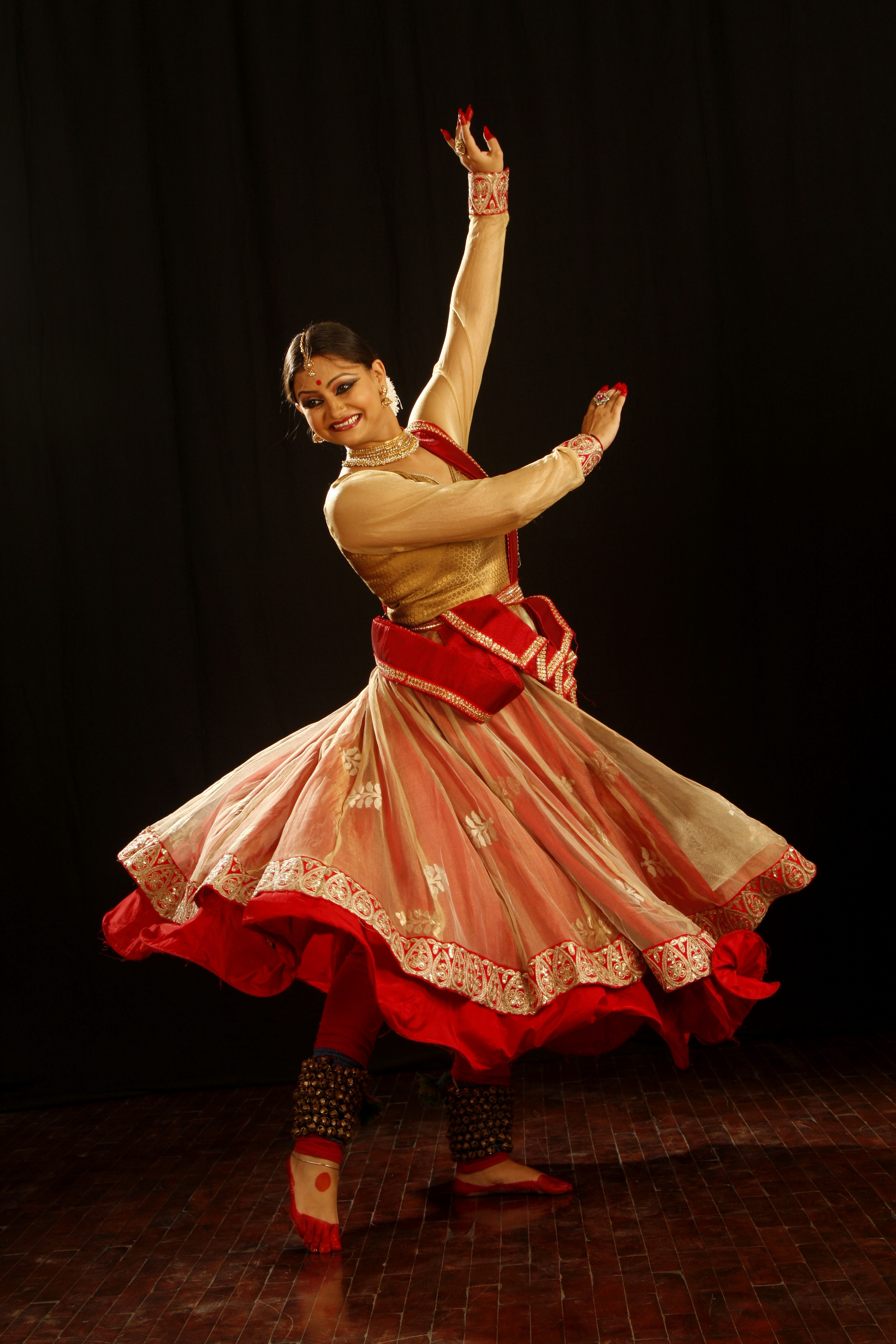
Une danseuse de Kathak

Le kathak est une danse classique originaire du nord de l'Inde. Le corps de l'interprète est droit, le buste peu flexible. Les pieds vont réalisées des frappes rapides et rythmées, appelées taatkar. La réalisation de ces frappes de pieds, notamment pour produire un son suffisamment fort du pied, être en rythme et aller suffisamment vite, est à la base de l'apprentissage du kathak traditionnel. Les danseurs et danseuses portent des ghungrus (grelots de chevilles) pour accentuer le bruit de leur frappes de pied. Les jambes bougent peu, en dehors de ces frappes, tandis que les bras et les mains réalisent des mouvements circulaires et fluides, partant des poignets. Le kathak est également caractérisé par l'exécution de nombreux tours rapides (chakkars), toujours sur les talons, et quasi systématiquement vers la gauche (sens trigonométrique).
Le costume est généralement une robe très évasée, qui souligne le mouvement des tours, un pantalon porté sous la robe car celle-ci se soulève lors des tours, et un foulard porté sur le buste ou parfois ramené sur la tête. Lors des représentations, les artistes portent également des bijoux, du maquillage, et peuvent utiliser de alta (teinture) (en) pour peindre leurs pieds et leurs mains.
La danse est accompagnée de musique hindoustanie, traditionnellement jouée par un vrai musicien, qui va pouvoir improviser, le danseur devant alors également improviser au rythme du musicien.

### Manipuri

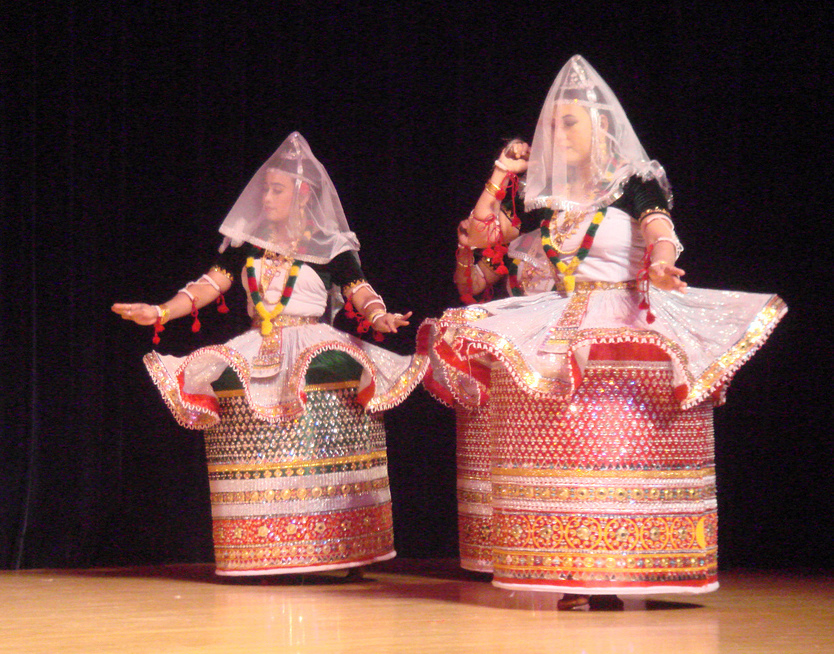
Danseuses manipuris

La danse Manipuri vient de l'état de Manipur, au nord-est de l'Inde. Cette danse est basée sur un rythme très lent, avec des mouvements circulaires et continus, sans contact visuel direct avec le public, et avec des pieds silencieux (alors que beaucoup de danses indiennes se caractérisent par des frappes de pieds fortes et audibles). Les danseuses portent une robe particulière en forme de cylindre, sur laquelle sont posés de petits miroirs. Il y a deux types principaux de danse Manipuri : Jagoi et cholom. Jagoi est une danse douce, féminine (lasya), décrivant surtout les histoires d'amour de Radha et Krishna (Ras leela), ou des danses de prière. Les genoux sont ensemble, les jambes légèrement pliées, afin que les pieds touchent toujours doucement le seul et afin d'apporter un balancement léger aux mouvements, et leur donner un aspect flottant. Cholom est une danse plus vigoureuse et masculine (tandav).

### Odissi

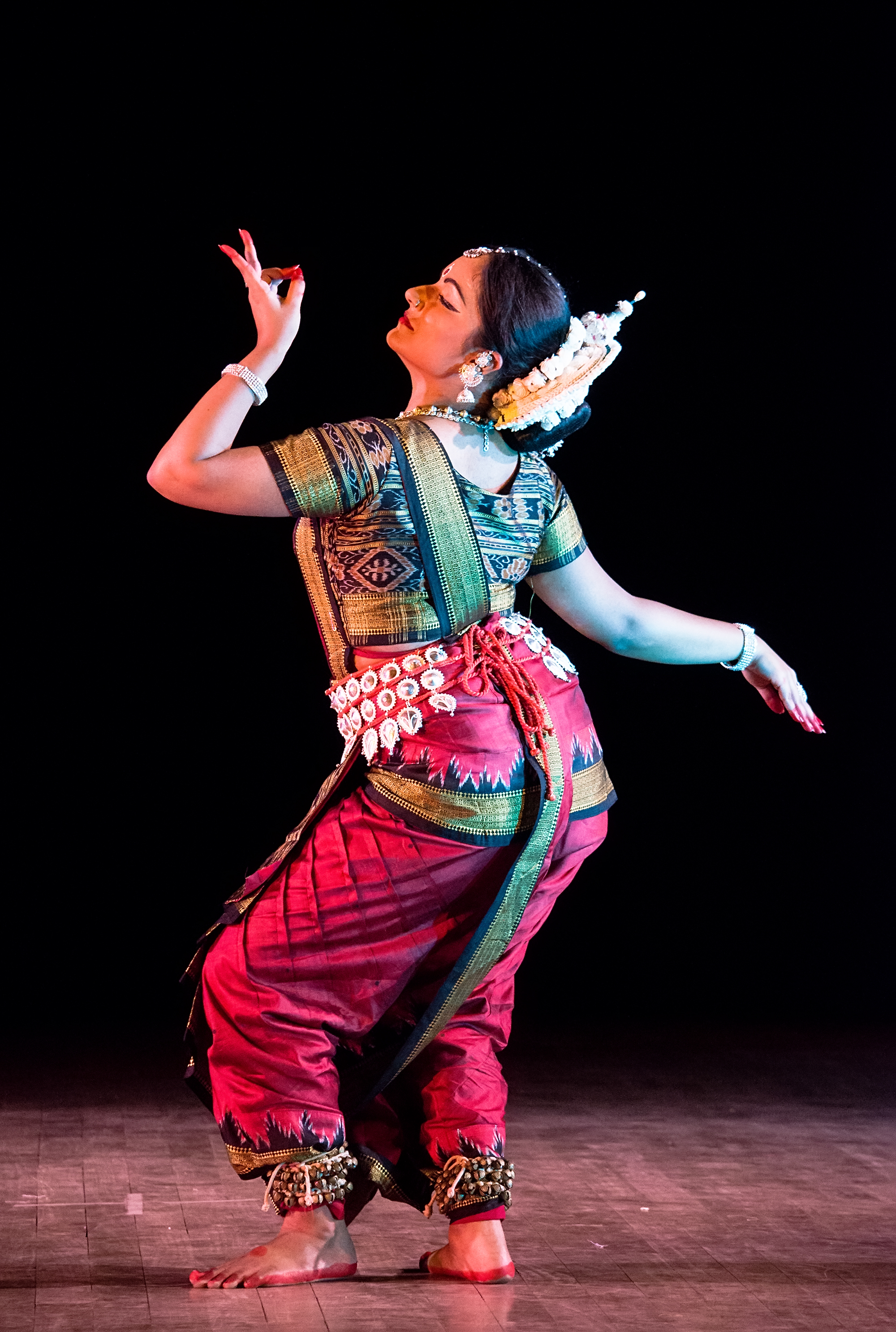
Une danseuse d'Odissi

Odissi est une danse originaire de l'Odissa. Une de ses caractéristiques est l'utilisation de la position tribhang : le corps de la danseuse est divisé en trois parties. Tête, épaules et bassin sont placés en ligne brisée. Comme d'autres danses classiques indiennes, l'odissi a bénéficié dans les années 1950 du mouvement de revival, pendant lequel des danseurs ont formalisé la danse, et l'ont inscrite dans une tradition historique et antique, notamment en soulignant ou créant des liens entre la danse et le natyashatra et la tradition des maharis, mais également en se basant sur la présence de vestiges archéologiques proches de bhubaneshwar et de représentations antiques de statues de danseuses. La classification de la danse odissi comme une danse classique spécifique était à l'époque très importante pour la reconnaissance de la culture oriya et la légitimation de l'état de l'Orissa comme un état administrativement indépendant.

Stylistiquement, l'odissi est assez proche des autres danses classiques du sud de l'Inde que sont le bharatanatyam, le kuchipudi et le mohiniattam, et comme ces danses, recours fortement à l'abhinaya. La danse se distingue cependant par l'utilisation de la position tribhanga. Les mouvements de l'odissi sont plus petits et gracieux, et présentent également des ondulations du torses comme le chala.

### Kuchipudi

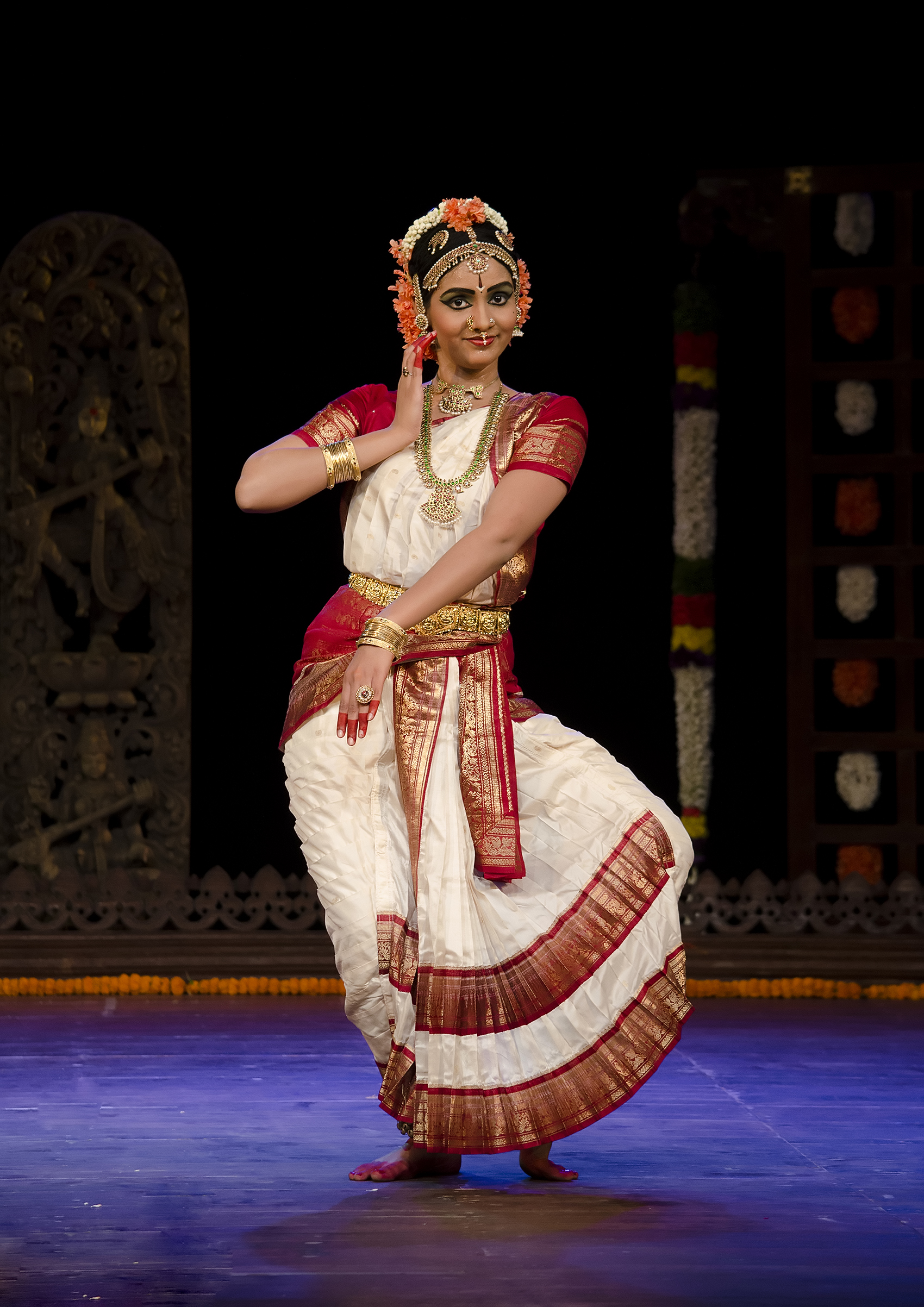
Une danseuse de Kuchipudi

Le Kuchipudi est une danse du sud de l'Inde, venant de l'Andhra Pradesh, et symbole de la culture Telugu. Les mouvements des danseurs sont fluides et la danse est exécutée sur de la musique carnatique. C'est une forme de danse théâtrale, ou la pratique de stri vesam, dans laquelle des danseurs hommes jouent des personnages féminins, est courante. La notion de genre dans la pratique de la danse est importante : le récit historique place cette danse comme dansée uniquement par des groupes d'hommes originaires du village de Kuchipudi, mais ce récit est remis en cause par certains chercheurs. Dans la deuxième moitié du XXe siècle, de nombreuses évolutions ont eu lieu dans la pratique de la danse, notamment le passe d'une danse de groupe vers une danse soliste, et dansée par de nombreuses femmes. La danse est très similaire au bharatanatyam, et jusque dans les années 1960, le kuchipudi a pu être appelé "le kuchipudi bharatanatyam", ou parfois bharatanatyam de l'Andhra Pradesh. Certains chercheurs ou danseurs considèrent d'ailleurs qu'il s'agit d'une variation du bharatanatyam propre à la région de l'andhra, ce qui est critiqué par d'autres danseurs et chercheurs, cette vision plaçant le kuchipudi comme une danse inférieure et niant sa singularité culturelle. La distinction du kuchipudi comme une danse classique distincte est une revendication forte pour les défenseurs de la culture Telugu et de l'Andhra Pradesh. Le style se distingue du bharatanatyam notamment par des mouvements plus fluides, moins géométriques, et plus souples notamment au niveau du buste. 

### Mohini Attam

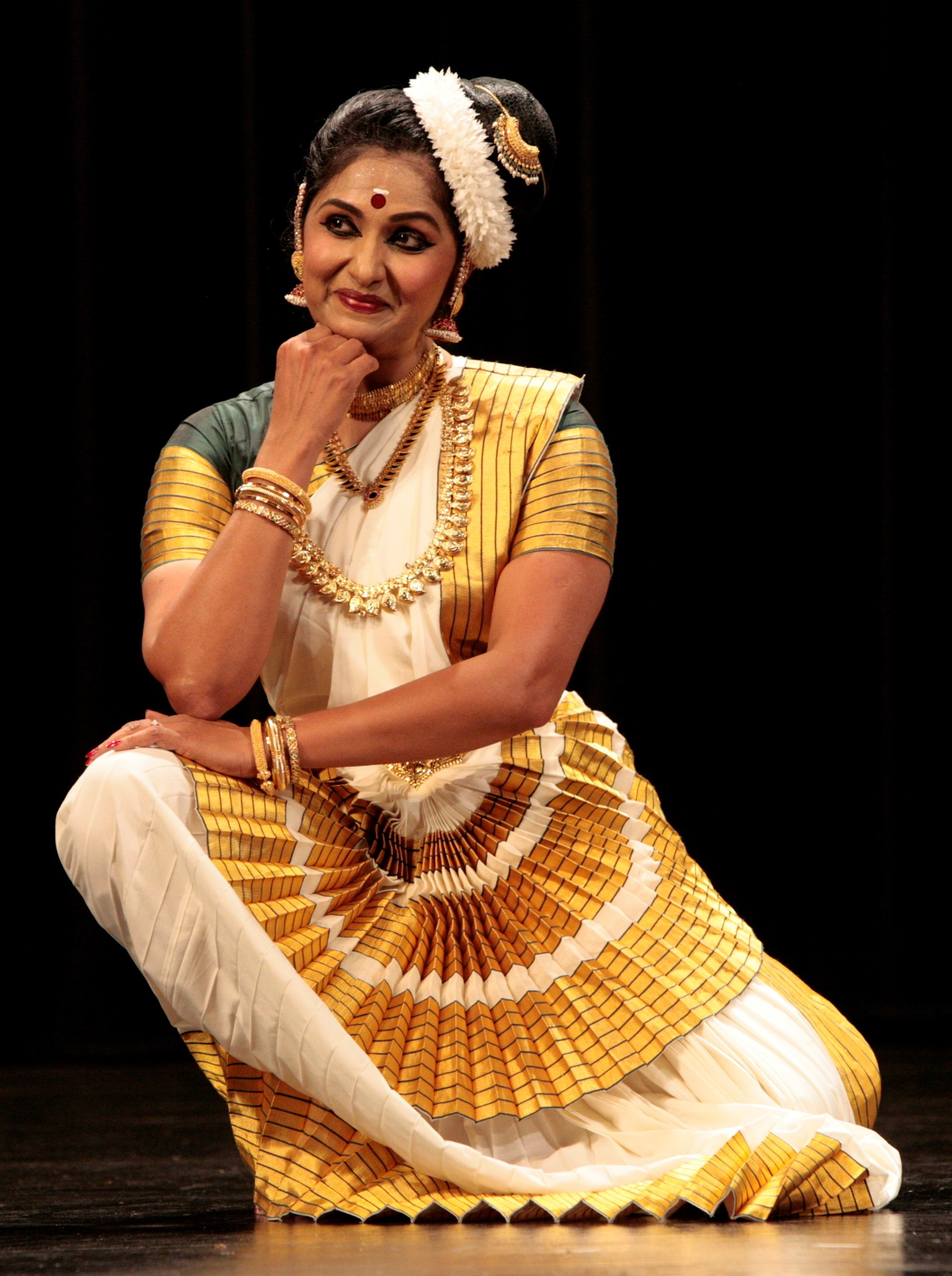
Une danseuse de Mohini Attam

Le Mohini Attam est une danse du sud de l'Inde, venant du Kerala. Les danseuses sont vêtues d'un saree de danse à bordures dorées, le kasavu, et sont coiffées d'un chignon sur le côté de la tête. C'est une danse très féminine, dont le nom vient d'une enchanteresse, Mohini. Les pas de danse sont doux et légers, les mouvements amples et délicats, et les gestes de la tête et des mains très gracieux. Les jeux de regards sont très importants. La danse est accompagnée de musique jouée par des instruments comme maddalam (tambour), edakka et mridangam (percussions), la veena (instrument à corde), la flute, et kuzhitalam (cymbales).

### Sattriya

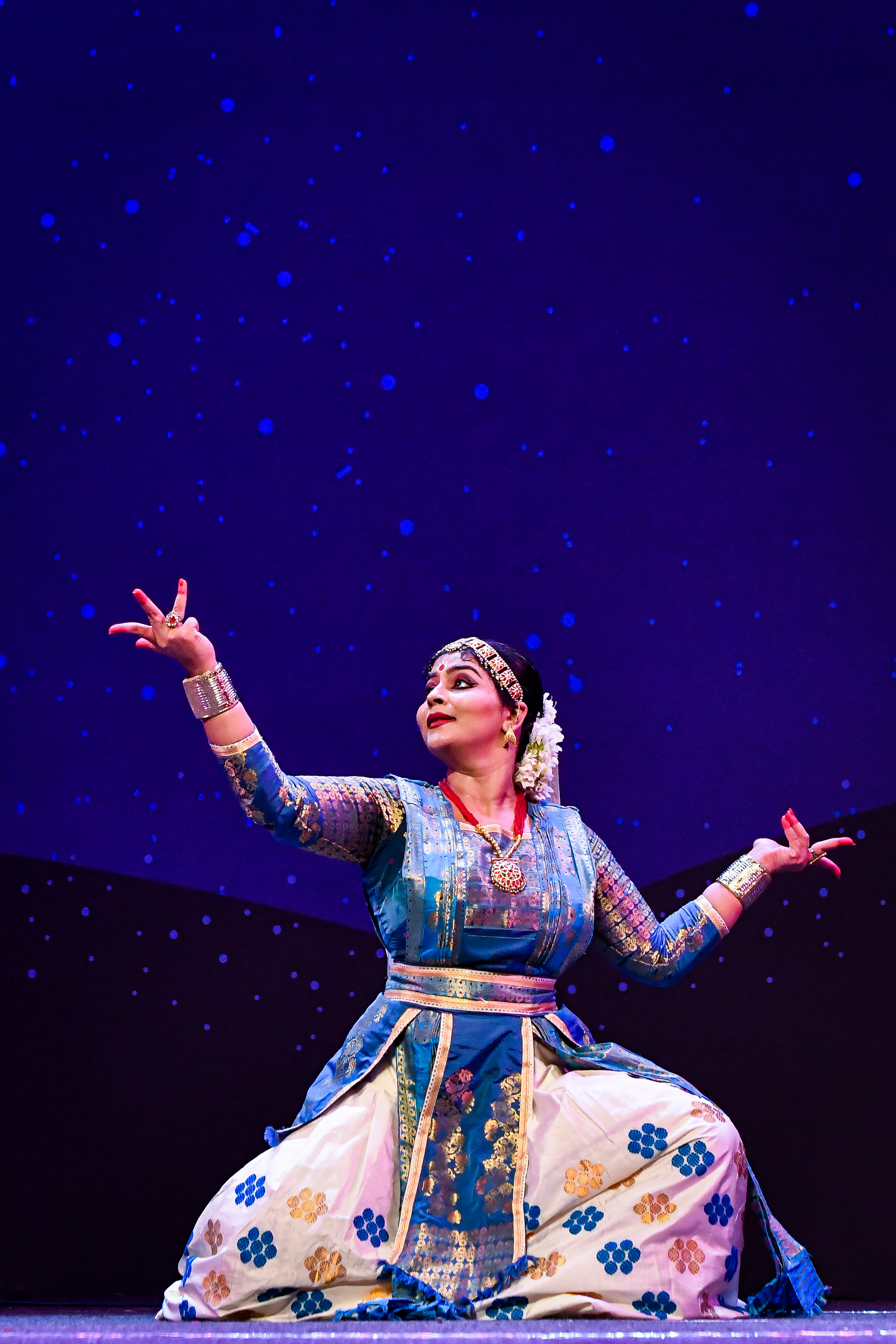
Une danseuse de Sattriya

Sattriya est une danse originaire d'Assam, dans le nord-est de l'Inde. Cette danse aurait été créée entre le XVe et le XVIe par le saint hindou Sankaradeva, et est une danse religieuse vishnouïte.